# Kazuhisa Iijima
Kazuhisa Iijima (飯島 寿久 Iijima Kazuhisa?, nacido el 6 de enero de 1970 en Machida, Tokio) es un exfutbolista japonés. Jugaba de defensa y su último club fue el Avispa Fukuoka de Japón.

## Trayectoria

### Clubes
| Club                 | País  | Año         |
| -------------------- | ----- | ----------- |
| Nagoya Grampus Eight | Japón | 1992 - 2000 |
| Kawasaki Frontale    | Japón | 2001        |
| Avispa Fukuoka       | Japón | 2002        |

## Palmarés

### Títulos nacionales
| Título             | Club                 | País  | Año  |
| ------------------ | -------------------- | ----- | ---- |
| Copa del Emperador | Nagoya Grampus Eight | Japón | 1995 |
| Copa del Emperador | Nagoya Grampus Eight | Japón | 1999 |